# Sophiendukat

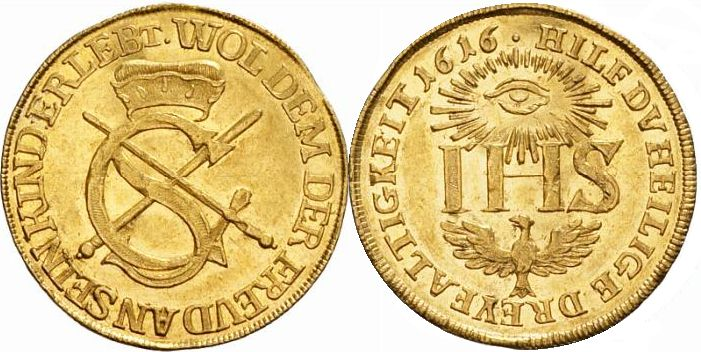
Vorder- und Rückseite eines Sophiendukaten.

Sophiendukat (auch: Kinderdukat, Dreifaltigkeitsdukat, seltener: Sonnendukat) ist der Name einer erstmals zu Weihnachten des Jahres 1616 auf Veranlassung der sächsischen Kurfürstin Sophie geprägten Goldmünze mit einem Gewicht von rund 3,4 Gramm. 

## Geschichte
Die Münzen waren den Kindern Sophies gewidmet. Sie trugen auf der Vorderseite unter dem Kurhut das verschlungene Monogramm CS auf den Kurschwertern. Das Monogramm wurde in der älteren numismatischen Literatur gedeutet als "Churfürstin Sophie". Die neuere Forschung sowie die Sächsischen Kunstsammlungen Dresden gehen heute davon aus, dass das Monogramm für das Kurfürstenpaar "Christian & Sophie" steht. Die Umschrift der Vorderseite lautet „WOL DEM DER FREVD AN SEIN KINDERN ERLEBT“. Auf der Rückseite befanden sich das Auge Gottes, die Initialen „IHS“ (für Jesus Christus) und eine Taube  als Symbole der Dreifaltigkeit. Die Umschrift auf der Rückseite lautete „HILF DV HEILIGE DREYFALTIGKEIT 1616“. Aufgrund dieser Prägungen wurden die Sophiendukaten auch als Kinderdukaten oder Dreifaltigkeitsdukaten bezeichnet.
Die Münze war als Patengeschenk so beliebt, dass sie in der Münzstätte Dresden bis 1873 nachgeprägt wurde. Die Nachprägungen lassen sich vom Original an der verkürzten Umschrift „WOL DEM DER FREVD AN SEIN KIND ERLEBT“ unterschieden.